# 精進湖

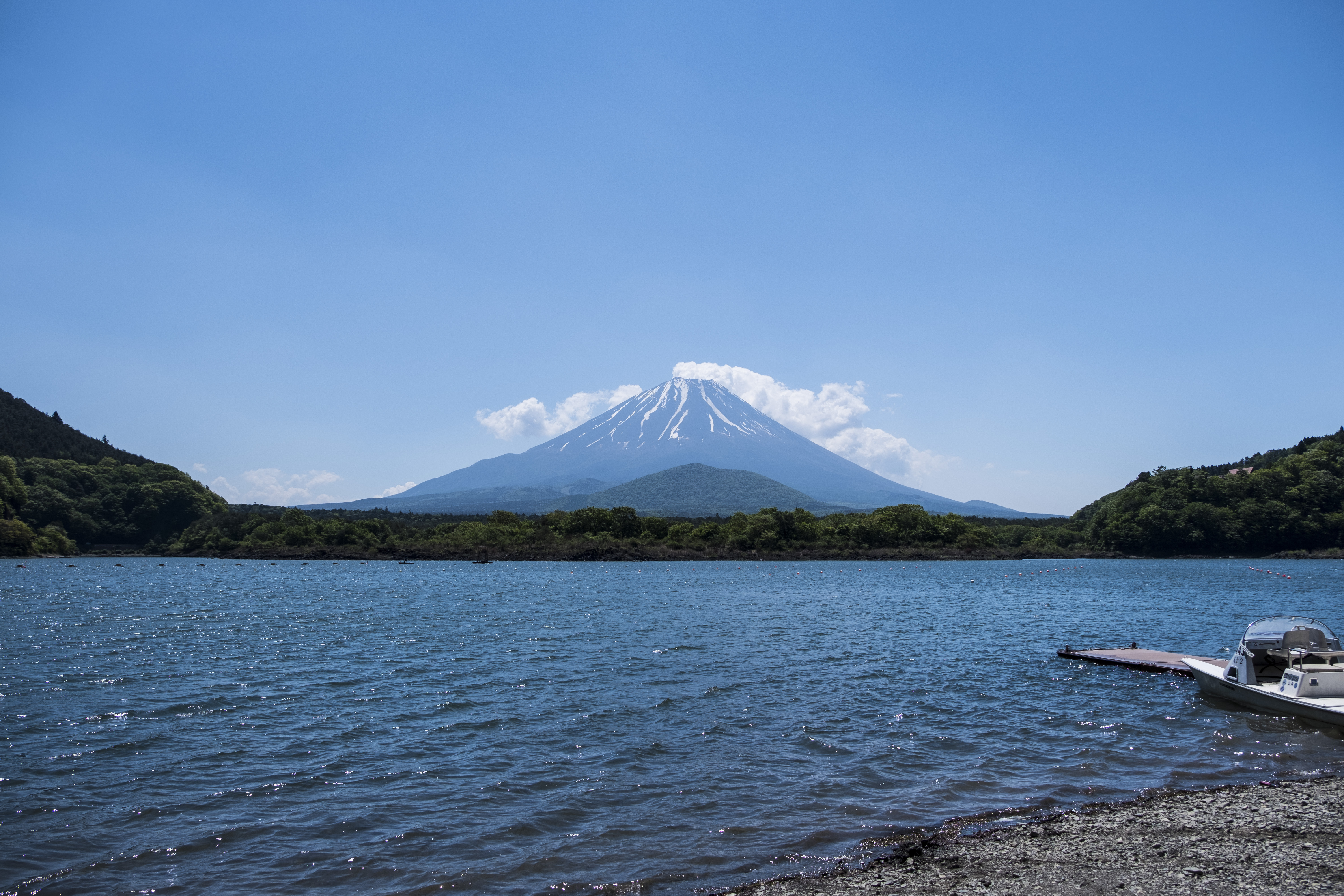
精進湖

精進湖是位于山梨縣南都留郡富士河口湖町（旧西八代郡上九一色村）的一湖。為因富士山火山活動而形成的堰塞湖，沒有流入該湖的河流，該湖也無出水口。是富士五湖中面積最小的湖，最大水深與河口湖并列第三。過去可能與本栖湖・西湖是同一湖。